# NGC 549
NGC 549 (również PGC 5243) – galaktyka spiralna (Sa), znajdująca się w gwiazdozbiorze Rzeźbiarza. Odkrył ją John Herschel 29 listopada 1837 roku. W bazie SIMBAD pod oznaczeniem NGC 549 znajduje się galaktyka LEDA 5278 (PGC 5278).